# Konstitutionella högerpartiet
Konstitutionella högerpartiet (finska: Perustuslaillinen oikeistopuolue, POP) var ett finskt konservativt och antikommunistiskt parti grundat 1973 i Helsingfors av Georg C. Ehrnrooth. Partiet hade sitt största stöd bland den svensktalande överklassen. Man nådde inga större parlamentariska framgångar, även om Ehrnrooth, som tidigare hade varit riksdagsledamot för Svenska folkpartiet, var invald i riksdagen till 1979 och sedan åter 1983-1987. 
Finlands konstitutionella folkparti (finska: Suomen Perustuslaillinen Kansanpuolue r.p.) infördes i partiregistret 24 oktober 1973 och namnet ändrades 16 juli 1980 till Perustuslaillinen oikeistopuolue – Konstitutionella högerpartiet r.p. Partiet avfördes ur partiregistret 10 oktober 1991.
Bakgrunden till partiet utgjordes av den falang inom Svenska folkpartiet som kallades Nordisk grund och var motståndare mot president Urho Kekkonen och den så kallade K-linjen i finsk politik. I samband med presidentvalet 1973, då riksdagen lagstiftade om en förlängning av Kekkonens mandatperiod utan val bland folket men med stöd även av Svenska folkpartiet och Samlingspartiet, bröt man sig ur och bildade tillsammans med likasinnade från Samlingspartiet det som från början fick namnet Finlands konstitutionella folkparti. 
I presidentvalet 1978 var den tidigare socialdemokraten Ahti M. Salonen partiets kandidat och fick 6 elektorsröster. Kekkonen vann dock valet med stor majoritet, då han stöddes av alla de stora partierna.
Kekkonens avgång från presidentposten 1981 ledde till presidentval från 1982 och framåt där alla partier presenterade egna kandidater och när den av det kalla kriget präglade K-linjen mot slutet av 1980-talet förlorade mycket av sin aktualitet, fanns inte längre grundskälen till partiets bildande kvar. Under 1980-talet var det trots allt företrätt i kommunfullmäktige i huvudsakligen svenskspråkiga kommuner. Partiet avregistrerades 1991 och all verksamhet torde ha upphört senast 1993. 
Den tidigare vice ordföranden Matti Järviharju kom senare att grunda det högerextrema Fosterländska folkförbundet.